# زادگیری گزینشی

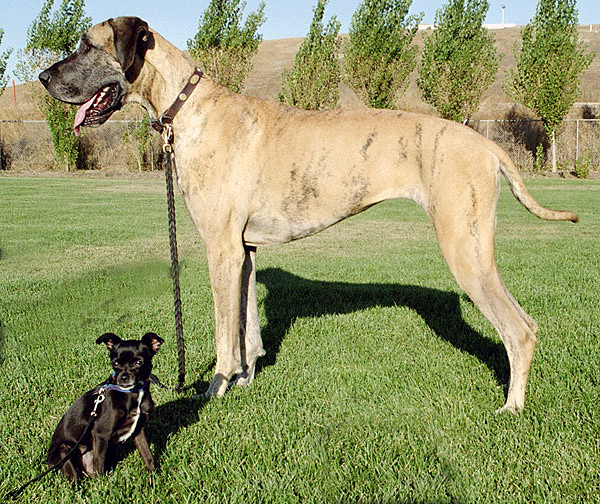
زادگیری گزینشی موجب تفاوت‌های قابل ملاحظه در جثهٔ سگ‌ها شده‌است.

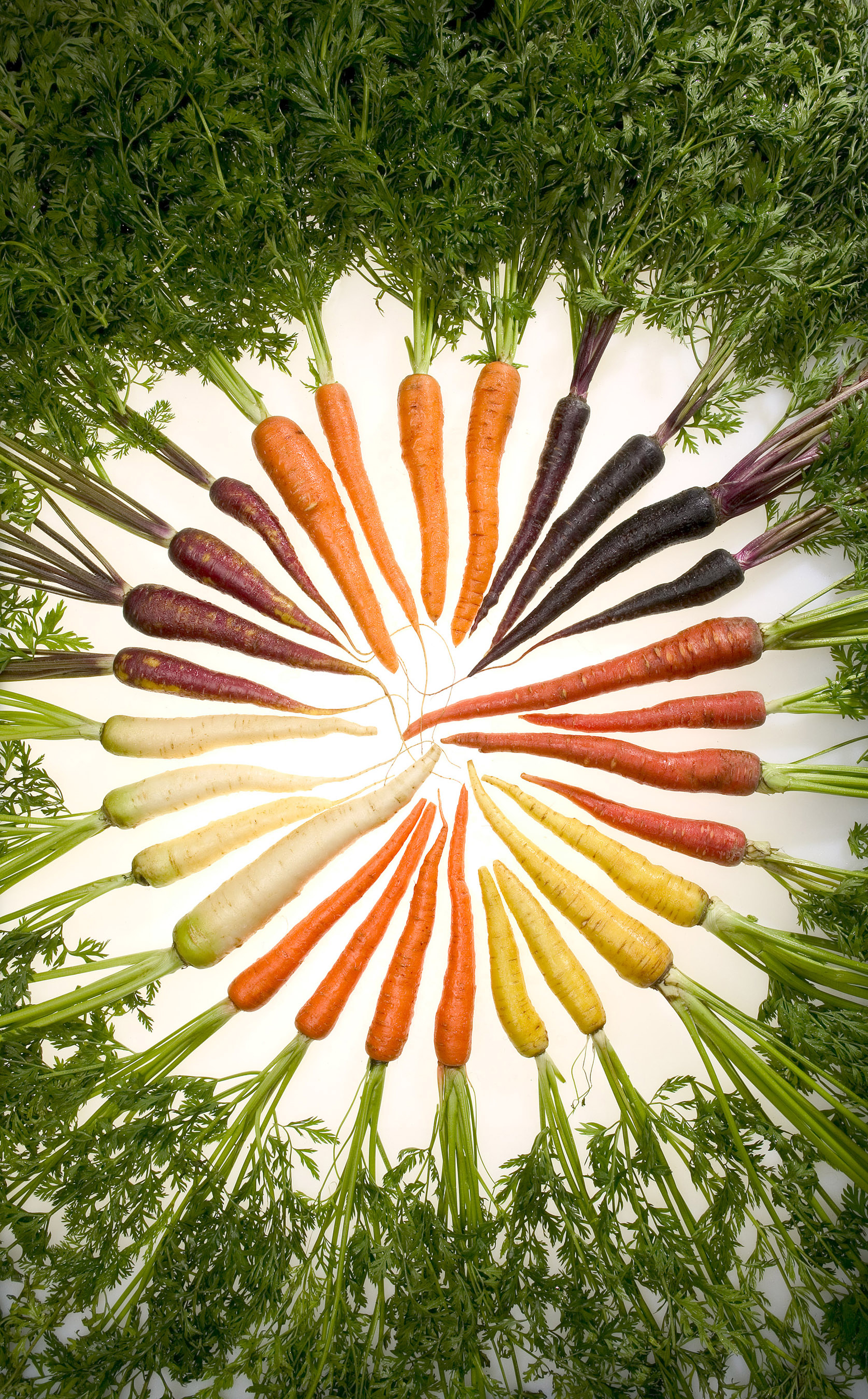
هویج‌هایی به رنگ‌های مختلف که از طریق پرورش انتخابی ایجاد شده‌اند.

زادگیری گزینشی یا پرورش انتخابی یا انتخاب مصنوعی (Selective breeding) به فرایندی گفته می‌شود که در آن انسان به پرورش جانوران و گیاهانی اقدام می‌کند که از صفات بیولوژیکی خاصی برخوردار هستند. به‌طور طبیعی زادگیری گزینشی برای جانوران اهلی انجام می‌شود و افرادی که این کار را انجام می‌دهند پرورش‌دهندگان حرفه‌ای هستند. جانورانی که از این طریق ایجاد می‌شوند «نژاد پرورشی» و گیاهان نیز «واریته» نامیده می‌شوند. فرزندی که از آمیزش دو جانور دارای دو نژاد خالص ایجاد می‌شود «دورگه» نامیده می‌شود و گیاهان دورگه بیشتر با نام «پیوندی» شناخته می‌شوند.
چارلز داروین در کتاب خاستگاه گونه‌ها به توضیح علمی این موضوع پرداخت که چگونه انتخاب مصنوعی در طول زمان به تغییراتی در موجودات زنده می‌انجامد. بخش اول این کتاب به انتخاب مصنوعی و حیوانات اهلی همچون کبوتر، گربه، سگ و گاو می‌پردازد. داروین از انتخاب مصنوعی به عنوان سکوی پرش و نقطه اتکایی برای معرفی نظریهٔ انتخاب طبیعی خود استفاده کرد.
زادگیری گزینشی گاهی نیز به صورت ناخواسته انجام می‌شود. برای مثال افزایش اندازه برخی دانه‌ها بیشتر به دلیل شیوه‌های شخم‌زدن بوده‌است تا به دلیل انتخاب عمدی دانه‌های بزرگتر. همچنین اتکای متقابل عوامل انتخاب طبیعی و انتخاب مصنوعی در اهلی‌سازی گیاهان نقش داشته‌است.

## تاریخچه
سالهای زیادی است که زادگیری گزینشی یا اصلاح‌نژاد انتخابی گیاهان و حیوانات انجام می‌پذیرد. گونه‌های کلیدی مانند گندم، برنج و سگ‌ها از اجداد وحشی خود که هزاران سال پیش زندگی می‌کرده‌اند بسیار متفاوت هستند و ذرت که برای متفاوت شدن از تئوسینت (علفهای بومی مکزیک و آمریکای مرکزی) نیازمند تغییرات بسیاری می‌باشد. شکل وحشی ذرت یعنی تئوسینت، به‌طور انتخابی در آمریکای میانه پرورش یافت.

## پرورش و زادگیری حیوانات
حیوانات با ظاهر، رفتار و سایر خصوصیات همگن به عنوان نژادهای خاص یا خالص شناخته می‌شوند و از طریق دستچین کردن حیوانات با صفات خاص و انتخاب برای پرورش، بیشتر آنهایی که دارای صفات دیگر هستند پرورش می‌یابند. حیوانات خالص دارای نژادهای منفرد و قابل تشخیص هستند و دارای دیاگرام یا شجره نامه ای که میزان رخداد و شکل فنوتیپ‌ها را مشخص می‌کند هستند. زادگیری نژادهای متقاطع، ترکیبی از دو نژاد خالص است، در حالی که زادگیری نژادهای مخلوط ترکیبی از چندین نژاد هستند که اغلب ناشناخته هستند.

## اصلاح نباتات
پرورش گیاه هزاران سال است که مورد استفاده قرار می‌گیرد و با اهلی کردن گیاهان وحشی به گیاهانی یکنواخت و قابل پیش‌بینی که توسط آنان انتخاب شده شروع می‌شوند. گونه‌های پرمصرف در کشاورزی از اهمیت ویژه ای برخوردار است.
اصلاح گزینشی گیاهان نیز در تحقیقات برای تولید حیوانات تراریخته که از ژن‌های «درستی» که به شکل مصنوعی وارد شده یا ژن‌های حذف شده (یعنی تخمیدگی) استفاده می‌شود.

## پرورش انتخابی در پرورش آبزیان یا آبزی پروری
پرورش انتخابی در آبزی پروری از پتانسیل بالایی برای بهبود ژنتیکی در ماهیان و صدفها برخوردار است. برخلاف دام‌های زمینی، مزایای بالقوه پرورش انتخابی در آبزیان تا همین اواخر محقق نشده بود.

### خصوصیات کیفی درآبزی پروری
گونه‌های آبزی پرورش یافته در برخی از خصوصیات مانند سرعت رشد، میزان بقا، کیفیت گوشت، مقاومت در برابر بیماری‌ها، سن بلوغ، باروری، خصوصیات پوسته یا صدف مانند اندازه و رنگ و غیره، منحصر بفرد می‌باشند.
- نرخ رشد (Growth rate): سرعت رشد معمولاً با وزن بدن یا طول بدن اندازه‌گیری می‌شود. این صفت برای همه گونه‌های آبزی پروری از اهمیت اقتصادی زیادی برخوردار است زیرا هر چه سرعت رشد سریع تر باشد، میزان گردش مالی تولید را نیز تسریع می‌کند.[۳]
- نرخ بقاء (Survival rate): میزان بقاء ممکن است درجه مقاومت در برابر بیماری‌ها را نیز در نظر بگیرد. همچنین ممکن است واکنش به استرس نیز مورد مشاهده قرار گیرد چرا که زمانی که ماهی‌ها در معرض استرس قرار گرفته، در برابر بیماری‌ها بسیار آسیب پذیرتر می‌شوند.[۴]
- کیفیت گوشت (Meat quality): کیفیت لاشه ماهی از اهمیت اقتصادی زیادی در بازار برخوردار است. در اندازه گیری کیفیت لاشه ماهی معمولاً اندازه، گوشتی بودن و درصد چربی، رنگ گوشت، طعم، شکل بدن، روغن ایدئال و مقدار امگا ۳ در نظر گرفته می‌شود.[۵]
- سن بلوغ جنسی (Age at sexual maturation): سن بلوغ در گونه‌های آبزی پروری یکی دیگر از ویژگی‌های بسیار مهم کشاورزان است زیرا در بلوغ زودرس گونه‌ها تمام انرژی خود را به سمت تولید گناد که بر رشد و تولید گوشت تأثیر می‌گذارد منحرف می‌کند و بیشتر در معرض مشکلات سلامتی قرار می‌گیرند (Gjerde 1986).
- هماوری (Fecundity): از آنجا که معمولاً میزان هماوری در ماهیان و آبزیان صدف‌دار (shellfish) زیاد است، به عنوان یک ویژگی مهم برای بهبود در نظر گرفته نمی‌شود.

### پاسخ ماهی‌های استخوانی به انتخاب

#### آزادماهیان(Salmonids)
ژدرم (۱۹۷۹) نشان داد که انتخاب در سالمون‌های آتلانتیک (Salmo salar) منجر به افزایش ۳۰ درصدی وزن بدن در هر نسل شد.

#### کپورماهیان(Cyprinids)
برنامه‌های پرورش گزینشی ماهی‌های کپور (Cyprinus carpio) شامل بهبود در رشد، شکل و مقاومت در برابر بیماری است.

#### گربه‌ماهی کانالی(Channel Catfish)
به نظر می‌رسد رشد در punctatus Iictalurus در پرورش گزینشی ۱۲–۲۰٪ افزایش می‌یابد. اخیراً، پاسخ گربه ماهی به زادگیری گزینشی برای بهبود میزان رشد تقریباً ۸۰٪ است و این به این معنی است که به‌طور متوسط ۱۳٪ در هر نسل رشد داشته.